# Tóth Árpád Gimnázium
A debreceni Tóth Árpád Gimnáziumot 1956. július 1-jén alapították "Tóth Árpád Állami Általános Fiúgimnázium" néven. Egyike a nyolc magyar International Baccalaureate-iskolának.
Jelenlegi címe: 4024 Debrecen, Szombathi István utca 12.

## A TÁG története
„Nem hullhat romba bennünk,
Amit a jó iskola épített”
(Tóth Árpád)

### Alapítás és nehéz kezdet
A Tóth Árpád Gimnázium - vagy ahogyan a városban mindenki ismeri: a TÁG - megalapítása történelmi szükségszerűség volt. Szükségszerűvé tette a kulturális forradalom eredményeként kibontakozott tanulási vágy, az új társadalmi és gazdasági rendigénye a magasabb általános műveltséggel rendelkezők számának erőteljes növelése iránt. Az iskola nagyon nehéz feltételek között kezdte munkáját. Az intézmény (akkor még Tóth Árpád Állami Általános Fiúgimnázium) alapító okiratán az 1956. július 1. dátum olvasható. A város új gimnáziumában a tanítás 1956 szeptemberében kezdődött meg, amint az akkori intézménynév mutatja: kizárólag fiúkból álló osztályokban.
Önálló épület hiányában egy másik iskolával „társbérletben”, hiányos felszereléssel, több iskolából összeszedett tanuló-sereggel, különböző helyekről jött tanárokkal kellett az oktató-nevelő munka színvonalát a többi jó hírű debreceni gimnázium színvonalára emelni. Az iskola első beszerzése, saját vagyona a kerek és hosszú bélyegző volt „Tóth Árpád Állami Általános Fiúgimnázium” felirattal. Sikerült a tanárit és egy szertárat is kialakítani, emellett az egyik tanterem leválasztott részében helyet kapott az igazgatói és a helyettesi iroda. Az egy épületben működő két gimnázium együttélése egyébként példás volt.
Az első két tanév telt el így épületnélküliségben, rendkívüli szorongattatások közepette, valójában a városi közvélemény tartózkodó, sőt bizalmatlan magatartásával.

### 1956 októbere és a folytatás
A nemrég megalakult iskola életének első évében a tanárok és diákok katartikus élménye volt 1956 októbere. A tanári kart és az ifjúságot egyaránt mélyen érintették a lelkesítő, majd drámai események, de a tanítás és a tanulás lényegében hosszabb megszakítás nélkül zajlott. A tanári kar önmérsékletre intette a tanulókat, és a nehéz körülmények között is vállalta a felügyeletüket és a foglalkoztatásukat. Az akkori Béke útja (ma Szent Anna utca) 17. számú épületben lezajlott két„albérleti” tanévben két újabb korosztály népes fiúcsapata lépett az új gimnázium tanulói közé. Az anyaiskolából átkerült első végzős osztály 1957 tavaszán a tornateremben szalagavató ünnepélyt és bált rendezett, amelynek bevételéből nemzeti lobogót készíttetett és azt felajánlotta az iskolának. Az első sikeres érettségi vizsgák után a tanulók továbbtanulási és pályaválasztási tervei eredményesen megvalósulhattak. 1957 őszén Csapó István alapító igazgató elvállalta a Debreceni Városi Tanács Oktatási Osztályának vezetését, ezért a TÁG igazgatását addigi helyettesére, Polgár Sándorra bízta.

### 1958-1996. A tudás műhelye
1958 augusztusának utolsó napjaiban megszületett a döntés, mely szerint a TÁG az akkor megszűnő két debreceni középfokú intézmény egyikébe, az Állami Lórántffy Tanítónőképző és Gimnázium épületébe költözhet. Nagy változást jelentett az önálló épület használati joga, hiszen a tizenhat tanterem, a fizika előadó és szertár, valamint a tornaterem és az udvar sokkal korszerűbb oktatási, képzési és nevelési feltételeket biztosított. Talán a Svetits Intézet – az akkori egyik magyarországi római katolikus leánygimnázium – szomszédságában egy fiúgimnázium nem várt szomszédnak számított, de a kényszerű helyzet kölcsönös megértéssel és belátással megoldható volt.
Az új élet- és munkarend fokozott aktivitást kívánt; a tanári kar az oktatás korszerűbb feltételeit tervezte, a taneszközök és szemléltető eszközök bővítését sürgetve, szertárak létesítésén dolgozott. A fizika előadóteremhez lassan sikerült kialakítani a kémiai előadó és szertár helyiségeit, majd az igazgatói szolgálati lakás kiürítése után, annak a helyén a biológia előadó, labor és szertár korszerű együttesét. A szükséges tatarozásokhoz, fejlesztésekhez szerény költségvetési fedezet állt rendelkezésre. Jelentős állomás volt a hangosító rendszer kialakítása, mivel az egyre növekvő tanulói létszám a tájékoztatás és információcsere hatékonyabb működését igényelte.
1965. szeptember 1-jétől a koedukáció gondos pedagógiai és szervezeti előkészítésével sikeresen végbement az iskola történetének egyik legjelentősebb változása, a vegyes összetételű osztályok kialakítása, amely az intézmény sikeres fejlődésének egyik előfeltételeként, annak légkörét és nevelői arculatát előnyösen módosította.
Az évről évre növekvő tanulói létszám hamarosan tanteremhiányt okozott. Az egyre ismertebb - az első tíz év végén már lányokat is foglalkoztató - új gimnázium évfolyamonként párhuzamos négy, illetve öt osztályával kinőtte az épületet. A tanteremhiányt az iskola a „vándor osztályok" működtetésével hidalta át, így a gyakorlati órák kivételével elkerülhető lett a délutáni tanítás.
Az épület bővítésének reális tervét az építési–esztétikai megfontolások, a szűkös fejlesztési lehetőségek, majd az 1970. évi tiszai árvíz késleltették, keresztezték. Mégis sikerült elérni, hogy a Klaipeda-Béke utca sarokra 1972-ben toldalék épület épüljön. Az „új” épület révén kilenc tantermet, távfűtést, nyelvi laboratóriumot, szertárakat nyert az iskola, bár az osztálytermek helyett továbbra is jobbára tantárgyi szaktermekben zajlott a tanítás.
Az 1958-1996 közötti években a TÁG székhelye a Szent Anna utca (Béke útja) 26. alatti épület volt. 1994. április 16-án megalakult a TÁG Öregdiák Baráti Kör, mely azóta is segíti a gimnázium munkáját és támogatja a nyugdíjas tanárokat és a tehetséges tanulókat.

### Új épület szükséges
1990 nyarától kezdve a Szent Anna utcai épület újabb és újabb egységeit kellett visszaadni az egykori tulajdonos, a Svetits Intézet fenntartója részére, ezért egyre inkább szükségessé vált egy saját épület. 1990 szeptemberétől az iskola irányítását Kertész Béla igazgató úr vette át. Ezt követően a magyar állam 600 millió forintos támogatásával, Debrecen Megyei Jogú Város Önkormányzata kedvező döntésével és 700 milliós hozzájárulásával az 1994. évi alapkőletétel után, 1996-ra elkészült az iskola új, korszerű, immár végleges otthona a Szombathi István utca 12. szám alatt.

### 1996-tól napjainkig
Az intézmény vezetési feladatait Kertész Béla igazgató úr után 2000-2007. között Kovács Ákos igazgató úr látta el.
Az Ő igazgatása alatt ünnepelte a gimnázium, megalapításának 50. évfordulóját. A TÁG Öregdiák Baráti Kör 2006. szeptember 1-jén és 2-án nagyszabású ünnepségsorozattal emlékezett meg az elmúlt ötven évről. Az évforduló tiszteletére az Öregdiák Baráti Kör egy Emlékkönyvet, az iskola pedig Jubileumi Évkönyvet jelentetett meg. 2007. szeptember 1-je óta Szilágyi Szabolcs igazgató úr vezetésével folyik a munka a gimnáziumban. A 2008/2009-es tanévben végzett a tízezredik érettségiző tanuló.
A Tóth Árpád Gimnázium napjainkban már városszerte, sőt országosan is ismert, jónevű intézmény. Ez komoly feladatot jelentett és jelent ma is az ott dolgozóknak és a mindenkori vezetőknek. Meg kell felelniük az intézménnyel szemben támasztott elvárásoknak, és meg kell őrizniük az elődöktől ajándékba kapott jó hírnevet, kiváló iskolaszellemet és országosan elismert tanulmányi munkát.

## A képzés
A Tóth Árpád Gimnázium jelenleg négy, öt-, illetve hatéves oktatást kínáló középiskola. Az intézményben az általános iskolák nyolcadik osztályát sikeresen elvégzők és a hatosztályos gimnázium megfelelő osztályaiból átjelentkezők tanulhatnak tovább. Elsősorban az érettségi vizsgára és továbbtanulásra készülő, valamilyen területen tehetséget felmutató tanulók jelentkezését várják. Az iskola tanulmányi átlaga az elmúlt években 4,5 volt, a lemorzsolódás, évfolyamismétlés nem jellemző. Az általános tantervű idegen nyelvi orientáltságú osztályokban a diákok kezdő és haladó szinten angol, német, valamint olasz nyelvet tanulnak magasabb óraszámban. Emellett 2009 szeptemberétől ötéves nyelvi előkészítő osztály is indult. Emelt óraszámú képzést nyújt a biológia, a biológia-kémia, a reál műszaki-informatika, a reál-informatika, a reál-közgazdasági és a humán tagozat. Az ötéves képzésű Arany János Tehetséggondozó Program a 2000/2001-es tanévtől működik; itt kistelepülésről érkező, hátrányos helyzetű, tehetséges diákok fejleszthetik tovább tudásukat és készülhetnek fel az érettségire, továbbtanulásra.
A TÁG létszámában, méretében, felszereltségében és szakmai programjában is az egyik meghatározó középiskola Debrecen és Hajdú-Bihar megye iskolahálózatában. Beiskolázási vonzáskörzete 50-60%-ban a helyi általános iskolákra, 30-35%-ban a Debrecenhez közeli iskolákra, s mintegy 5-15%-ban a távolabbi (a bihari, Szabolcs-Szatmár beregi, borsodi) kistérségekre épül. Nemcsak a kiváló képességű tanulók kerülhetnek be az intézménybe, hanem a különféle speciális osztályokhoz kapcsolódó egyedi tehetséget felmutatók is (magyar, történelem, matematika, fizika, biológia, kémia tantárgyakból). Az iskola támogatja a sportban és a művészetekben tehetséges, jó bizonyítványt elért tanulókat. Az elmúlt évtizedekben érettségizett tanulók között nagyon sok a térség szakmai, politikai életét meghatározó személyiség, a tudományos életben, a közoktatásban, az orvostudományban, a közigazgatásban sikeres szaktekintély, a művész, a vállalkozó. Életpályájuk során többen országos hírnévre, nemzetközi elismertségre tettek szert.
A szülők elvárása az iskolával szemben igen magas. Elsődleges cél a kiemelkedő tanulmányi színvonal, valamint az, hogy a tanulók számára jó esélyt teremtsen a továbbtanulásra. Fontos szempont továbbá, hogy a diákoknak a tanulás mellett jusson ideje az épület adta lehetőségek kihasználásával a szórakozásra, a kikapcsolódásra és a közösségi életre.
A Köznevelés 64. évfolyam 32-34. számának (2008. november 7.) "A középiskolák felsőoktatási felvételi arányai" című cikkében olvasható, hogy a Tóth Árpád Gimnázium 2003-2007. évi felvételi aránya 86,44%. Ez (az adott időszak adatai alapján) a 19. legmagasabb átlag a hazai gimnáziumok között. A 2007/2008-as tanévben a diákjainak 95,7%-át, míg a 2008/2009-es tanévben 93,2%-át vették fel valamely felsőoktatási intézménybe.

## Az oktatás szakmai háttere

### A pedagógusok felkészültsége
A tantestületről összességében elmondható, hogy tagjai a hivatásukat magas szinten művelik, ugyanakkor az oktatás mellett a nevelést is szem előtt tartják. Tanítási módszereikben igyekeznek a megújulásra, a modern oktatástechnikai eszközök használatára törekedni. Jelentős szakmai-módszertani tapasztalatuk mellett az egész életen át tartó tanulást saját példájukkal is mutatják; egyetemi diplomájuk megszerzése óta folyamatosan képzik magukat. Az iskola tantestületének tagjait innovativitás, kooperativitás jellemzi, team-munkában jártasak, az információs és kommunikációs technikákat rendszeresen használják és diákjaikat is erre ösztönzik.

### Szakmai kapcsolatrendszer
A debreceni Tóth Árpád Gimnázium jó kapcsolatot tart fenn az Észak-alföldi Régió hátrányos helyzetű településeinek általános iskoláival. Az Arany János Tehetséggondozó Program diákjai ezekről a településekről kerülnek ki. Ugyanakkor sokoldalú kapcsolat alakult ki más megyék középiskoláival is, ahol szintén indultak Arany János Tehetséggondozó osztályok.
Szintén jó az együttműködés a debreceni felsőoktatási intézményekkel; több vezető tanár dolgozik a TÁG-ban, akik rendszeresen fogadnak az egyetemről hallgatókat. A TÁG tanárai folyamatosan részt vesznek az egyetemi felvételi vizsgák, újabban az emelt szintű érettségik lebonyolításában. A távolabbi intézmények közül testvériskolai kapcsolat épült ki (többek között) a beregszászi Zrínyi Ilona Szakképző Intézettel. A környezetvédelem fontosságára nevelés kapcsán az iskola a szelektív hulladékgyűjtésben hatékonyan együttműködik az AKSD vállalattal. 2009 óta az iskola tagja a magyarországi UNESCO asszociált iskolák hálózatának.

## Intézményi környezet, tárgyi felszereltség
A Tóth Árpád Gimnázium mintegy 17 000 m2 hasznos területű épületben működik.
Az alagsorban kiszolgáló helyiségek (műhely, orvosi-fogorvosi szoba, személyzeti öltöző, raktárak), kondicionáló terem, vetítőterem és számítástechnika szaktantermek helyezkednek el.
A földszinten és az emeleten találhatók a tantermek (54 m2-es osztálytermek és 35 m2-es csoportszobák), a szaktantermek (fizika, biológia, kémia, ének-rajz, humán, nyelvi), valamint a laborok (fizika, kémia, biológia).
Az összekötő központi szárny alagsorát a ruhatár és a gépészeti helyiségek alkotják.
A földszinten a 25 m hosszú négysávos tanuszoda található, melynek mélysége kétharmad részben 160 cm, egyharmad részben 105 cm. Ehhez csatlakozik egy-egy női és férfi öltöző.
A központi épület földszintjéről az aulán át juthatunk fel a galériára, onnan pedig az iskolavezetés keresztfolyosójára; itt kaptak helyet az igazgató és az igazgatóhelyettesek, a titkárság, a munka- és tanulóügy, a tanári szoba, a teakonyha, a stúdió, a tárgyaló, a könyvelés, a gazdasági vezető, valamint az épület-felügyelet.
A középső szárny második emeletén találjuk az 1200 m2-es, három részre osztható tornatermet, amelyhez két-háromszáz fő befogadására alkalmas lelátó csatlakozik. A tanulók női és férfi oldalon három-három öltözőben készülhetnek fel a sportfoglalkozásokra.
Az iskolához tartozik a Vígkedvű Mihály utcai részen az iskola régi szárnya, amelynek emeletén hangulatosan berendezett könyvtár és olvasóterem, az alagsorban kézműves műhely várja a diákokat. A háromszintes konyhában naponta hatszáz adag ebéd készíthető el. Az árkádokon álló kétszázhúsz fős étterem kulturált környezetet teremt a napi étkezésekhez. Fölötte egy üvegtetővel borított terem van kialakítva, amely közösségi célra, rendezvények megtartására használható. Az iskolatörténeti múzeum is itt kapott helyet.
A bitumen felületű sportudvart futópálya veszi körül, mellette távolugrógödörrel. Az iskola dolgozói és tanulói számára kerékpártároló áll rendelkezésre.
Az iskolában számítógépes épület-felügyeleti rendszer irányítja a szellőzést, a fűtést, a tűz- és biztonságvédelmet. Videó-kamerás megfigyelés őriz több helyiséget, a szaktanári kabinetek digitális telefonhálózattal vannak összekötve, számítógépes hálózat működik a géptermekben, a szertárakban és az iskolavezetés szintjén. Videó-hálózat és parabolás televízió-rendszer működik a tantermekben, valamint telefax- és Internet-kapcsolat azokon kívül.
Az iskola tervezői és kivitelezői speciális feltételeket teremtettek (rámpa, kapaszkodó, két lift, mosdó), így az épületben olyan tolószékhez kötött mozgáskorlátozott diákok is tanulhatnak, akik képességeik alapján alkalmasak főiskolai, vagy egyetemi továbbtanulásra.

## Nyertes pályázatok
2004. Hajdú-Bihar Megyei Közoktatási Közalapítvány - európai uniós ismeretek oktatása
2005. Hajdú-Bihar Megyei Közoktatási Közalapítvány - Iskolai könyvtárak fejlesztése
2005. Hajdú-Bihar Megyei Közoktatási Közalapítvány - Nemzetközi testvériskolai kapcsolatok
2005. Tempus Közalapítvány, Comenius 1. - Nyelvi projekt
2005. Tempus Közalapítvány, Út a tudományhoz - Hulladék projekt
2005. Tempus Közalapítvány, Út a tudományhoz - Debrecen vízgazdálkodása
2005. Nemzeti Fejlesztési Ügynökség (HEFOP) - Kompetencia-alapú oktatás a TÁG-ban
2006. Tempus Közalapítvány, Út a tudományhoz - Nem vagyunk tehetetlenek! (A klímaváltozás és az ember)
2006. Tempus Közalapítvány, Út a tudományhoz - Négy évszakunk már a múlté? (Az éghajlatváltozás jelensége)
2006. Hajdú-Bihar Megyei Közoktatási Közalapítvány - Tehetséges tanulók és felkészítő tanáraik támogatása, országos versenyekre történő felkészítése céljából
2006. Hajdú-Bihar Megyei Közoktatási Közalapítvány - Nemzetközi testvériskolai kapcsolatok
2006. Hajdú-Bihar Megyei Közoktatási Közalapítvány - Pedagógiai szakmai szolgáltatások és szakértések igénybevételének támogatása
2007. Hajdú-Bihar Megyei Közoktatási Közalapítvány - A közoktatási törvény 124. §. (20) bekezdésében foglalt kötelező eszköz-és felszerelési jegyzékben meghatározott hiányzó eszköz beszerzésének támogatására
2007. Hajdú-Bihar Megyei Közoktatási Közalapítvány - Nemzetközi testvériskolai kapcsolatok
2007. Tempus Közalapítvány, Világ-Nyelv Program - Élesztő: Új idegennyelv-oktatási program bevezetése
2008. Szociális és Munkaügyi Minisztérium - Drogprevenció a Gimnáziumban
2008. OKMTI, Út a tudományhoz - Programozható logikai vezérlők alkalmazása a fizika órákon
2008. OKMTI, Út az érettségihez - Tanulói, mentori ösztöndíjak
2008. Öngondoskodás Alapítvány - Pénzügyi ismeretek oktatása
2008. Hungarofest Kht. - Reneszánsz túrák Magyarországon
2008. Szociális és Munkaügyi Minisztérium - Drogprevenció a Gimnáziumban II.
2008. Hajdú-Bihar Megyei Közoktatási Közalapítvány - Határon túli intézményi kapcsolatok
2009. OH Nyelvvizsgáztatási Akkreditációs Központ - Szótárpályázat
2009. Magyar Gazdaságfejlesztési Központ Zrt. - Informatikai ötletpályázat-Extrém olimpia
2009. Nemzeti Fejlesztési Ügynökség (HEFOP) - Kompetencia-alapú oktatás a TÁG-ban
2009. Tudatos Pénzügyekért Alapítvány - Pénzügyi ismeretek oktatása
2009. OKMTI - KUL-Túra Élmény Pályázat
2009. Szociális és Munkaügyi Minisztérium - Drogmegelőzési Program III. modul

## Összegzés
A régió egyik legmodernebb épületében működő debreceni Tóth Árpád Gimnázium innovatív, tanítási módszereiben megújulni igyekvő, de a bevált módszereket is alkalmazó tantestülete felismerte, hogy az egész életen át tartó tanulás elterjesztése biztosítja a tudásalapú társadalom és gazdaság létrejöttének feltételeit. Ehhez szükséges az iskolai munkában a kompetencia alapú nevelés, oktatás és képzés irányába történő elmozdulás.
Az Észak-alföldi Régió sok településéről (ezen belül is sok hátrányos helyzetű településéről, lásd: Arany János Tehetséggondozó Program) bekerülő, sokféle képességű diák - a sikeres tanulást megalapozó képességek és készségek, valamint a szociális és életviteli kompetenciák, továbbá az egész életen át tartó tanulás motivációja terén - még jelentős különbségeket mutat. Mindezek alapján az iskola nevelőtestülete vállalkozik arra, hogy tesztelje, befogadja, adaptálja és elterjessze a kompetencia alapú nevelés, oktatás és képzés új tartalmait, módszereit, eszközeit.